# Кастро (рід)

Герб Кастро

Ка́стро (ісп. Castro) — іспанський шляхетний рід. Назва походить із кастильського містечка Кастрохеріс в провінції Бургос. Поділявся на багато гілок, мав значні землеволодіння в Кастилії та Галісії. Члени роду служили при дворах іспанських (леонських, кастильських) та португальських монархів. У джерелах фіксується з ХІІ століття. Перший відомий представник — Фернандо Гарсія де Хіта, родич і васал леонсько-кастильської королеви Урраки (традиційно вважався позашлюбним сином галісійського короля Гарсії II, дядька Урраки, проте в новітніх дослідженнях вважається сином графа Гарсії Ордоньєса від наваррської інфанти Урраки). За правління Альфонсо VIII ворогував із кастильським домом Лара. Через переривання основної гілки роду, головування перейшло до бічної галісійської гілки, що стала однією з найвідоміших династій усього Піренейського півострова. Більшість голів роду носили титул лемоських графів. Найбільшого злету досяг в XIV столітті, коли Хуана де Кастро стала королевою Кастилії, дружиною кастильського короля Педро І, а її сестра Інес де Кастро —  коханкою і дружиною португальського інфанта, майбутнього короля Педру І. З роду походить кардинал Родріго де Кастро-Осоріо, севільський архієпископ, а також Педро Антоніо Фернандес де Кастро, віце-король Перу. У XVIII столітті через брак законних спадкоємців чоловічої статі графство Лемоса перейшло до дому Альба. Герб кастильсько-галісійскої гілки роду — срібний щит із 6 безантами. Португальська гілка роду — Каштру (порт. Castro); її герб – золотий щит із 13 безантами. Також – ді́м Ка́стро (ісп. Casa de Castro).

## Представники
- Фернандо Родрігес де Кастро (1280—1304) — граф лемоський
  - Педро Фернандес де Кастро (бл. 1290 — червень 1343) — граф лемоський, мажордом Кастилії.
    - Інес де Кастро (1325—1355) ∞ Педру I, король Португалії.
    - Хуана де Кастро (?—1374) ∞ 1) Дієго Лопес де Аро; 2) Педро І, король Кастилії.

## Герби

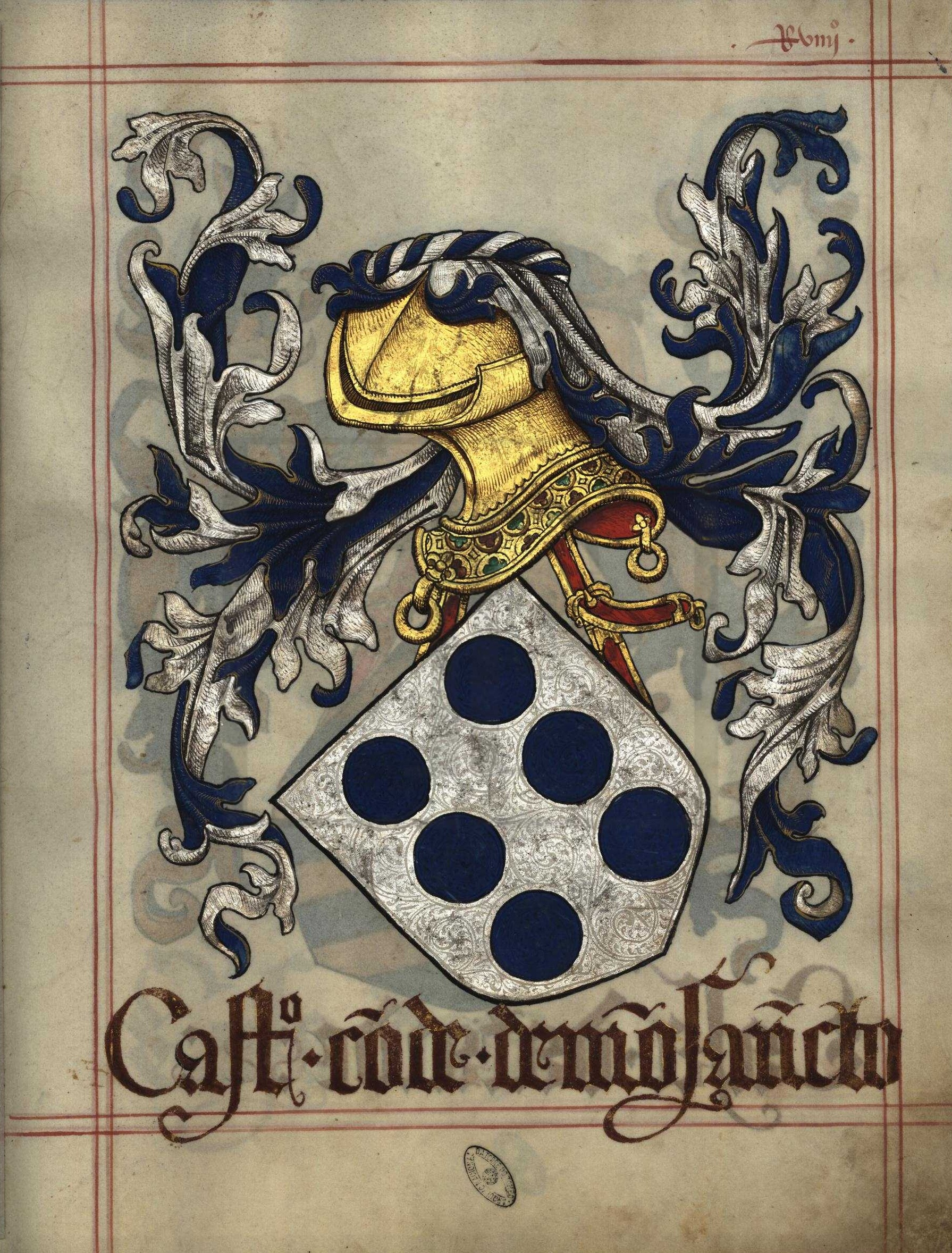
Livro do Armeiro-Mor
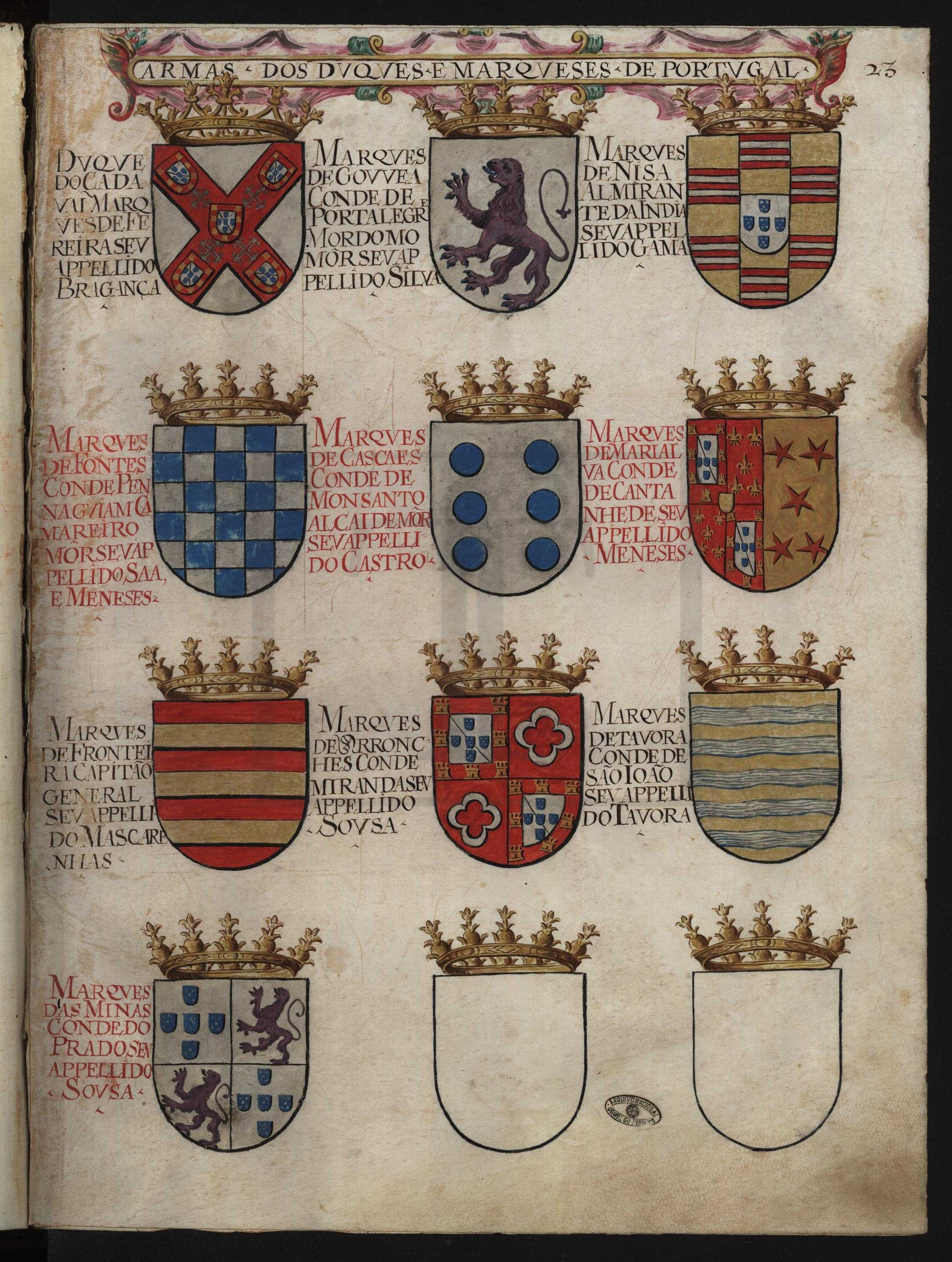
Thesouro de Nobreza
Графи Башту
Графи Монсанто
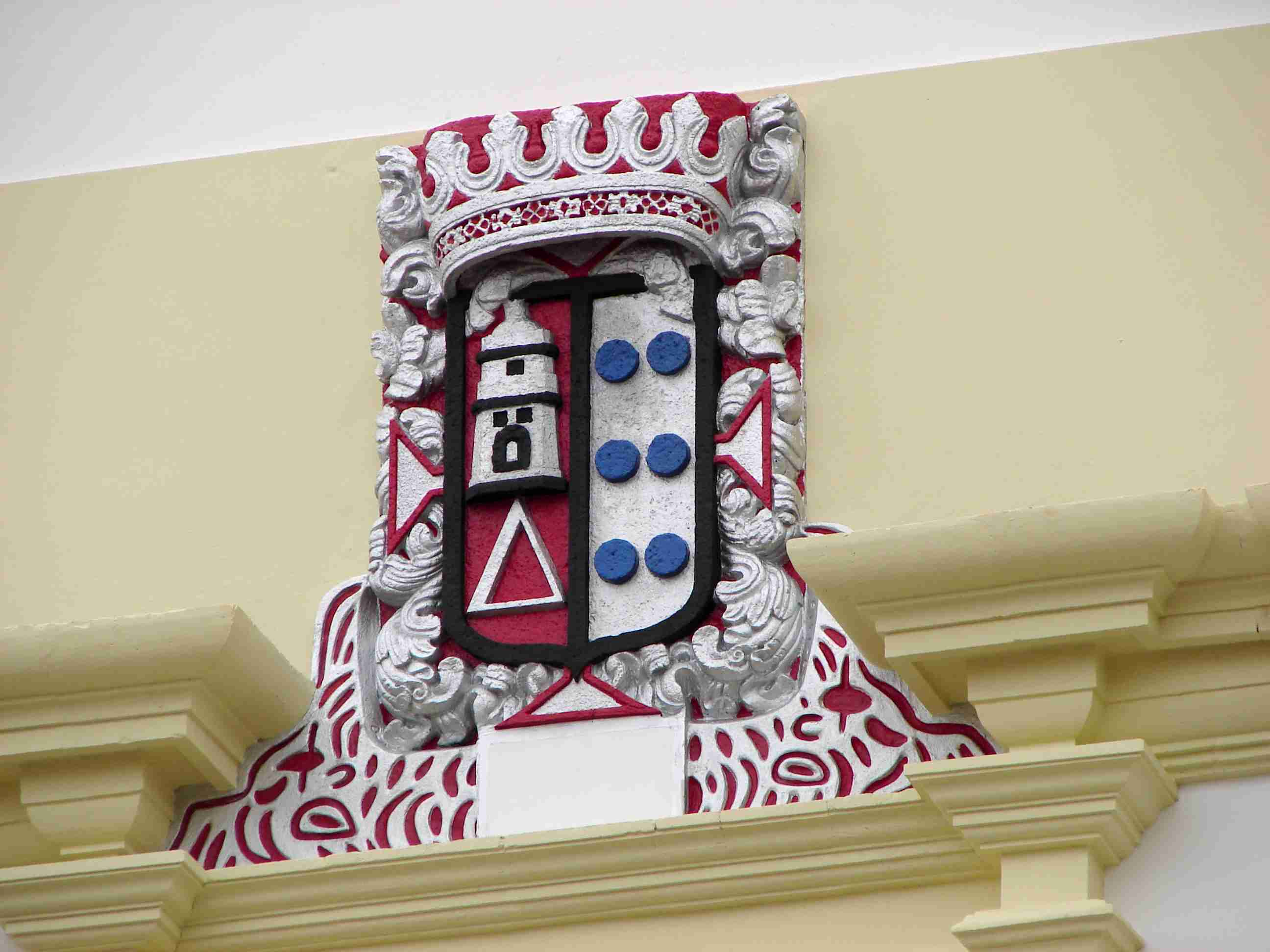
Герб